# Tatsuya Tsuboi
Tatsuya Tsuboi (japanisch 壷井 達也 Tsuboi Tatsuya; * 17. Dezember 2002 in Okazaki) ist ein japanischer Eiskunstläufer, der im Einzellauf antritt. Er ist der japanische Juniorenmeister des Jahres 2019 und vertritt Japan im internationalen Wettbewerb.

## Sportliche Karriere
Tatsuya Tsuboi begann 2006 mit dem Eiskunstlauf. Er trainiert bei Sonoko Nakano, die auch die dreimalige Weltmeisterin Kaori Sakamoto trainiert.
Seit der Saison 2015/16 trat er in Juniorenwettbewerben an; bei den Japanischen Juniorenmeisterschaften gewann er drei Medaillen, darunter 2019 den Meistertitel. Bei den Juniorenweltmeisterschaften 2022 gewann er die Bronzemedaille.
Auf nationaler Ebene tritt Tsuboi seit 2016 unter den Erwachsenen an. Seine beste Platzierung bei den Japanische Meisterschaften war seine Bronzemedaille im Jahr 2025. Diese Platzierung brachte ihm eine Entsendung zu den Vier-Kontinente-Meisterschaften, wo er den 5. Platz erreichte, sowie zu den Weltmeisterschaften 2025 ein.
| Meisterschaft / Saison             | 15/16 | 16/17 | 17/18 | 18/19 | 19/20 | 20/21 | 21/22 | 22/23 | 23/24 | 24/25 |
| ---------------------------------- | ----- | ----- | ----- | ----- | ----- | ----- | ----- | ----- | ----- | ----- |
| Weltmeisterschaften                |       |       |       |       |       |       |       |       |       |       |
| Vier-Kontinente-Meisterschaften    |       |       |       |       |       |       |       |       |       | 5.    |
| Grand Prix Finnland                |       |       |       |       |       |       |       | 4.    |       |       |
| NHK Trophy                         |       |       |       |       |       |       |       |       | 9.    | 3.    |
| Skate America                      |       |       |       |       |       |       |       |       | 8.    |       |
| MK John Wilson Trophy              |       |       |       |       |       |       |       | 5.    |       |       |
| World University Games             |       |       |       |       |       |       |       | 2.    |       |       |
| Meisterschaft / Saison             | 15/16 | 16/17 | 17/18 | 18/19 | 19/20 | 20/21 | 21/22 | 22/23 | 23/24 | 24/25 |
| Juniorenweltmeisterschaften        |       |       |       | 14.   |       |       | 3.    |       |       |       |
| Junior Grand Prix Belarus          |       |       | 5.    |       |       |       |       |       |       |       |
| Junior Grand Prix Italien          |       |       | 5.    |       |       |       |       |       |       |       |
| Meisterschaft / Saison             | 15/16 | 16/17 | 17/18 | 18/19 | 19/20 | 20/21 | 21/22 | 22/23 | 23/24 | 24/25 |
| Japanische Meisterschaften         |       | 10.   | 13.   | 7.    | Z     |       | 9.    | 9.    | 7.    | 3.    |
| Japanische Juniorenmeisterschaften | 14.   | 5.    | 3.    | 1.    | 4.    | 7.    | 2.    |       |       |       |